# Consommation de drogues à La Réunion
 (novembre 2023).
 (novembre 2023).
Des associations sont créées pour prendre en charge des personnes présentant des addictions aux drogues, notamment sous forme de polytoxicomanie (incluant l’alcool, les médicaments et diverses drogues synthétiques ou naturelles). Des centres spécialisés dans la polytoxicomanie sont mis en place dans le but de favoriser le rétablissement, en particulier chez les jeunes, en les accompagnant dans la remise en question de leurs habitudes de consommation avant que celles-ci ne deviennent problématiques. Ces centres, tels que les CSAPA (Centres de Soins, d’Accompagnement et de Prévention en Addictologie), offrent des services spécialisés d’accompagnement et de prévention des addictions. Ils accueillent également les jeunes dans des lieux dédiés et des maisons d’adolescents, et proposent des points d’écoute adaptés. Ces centres abordent également la consommation d’alcool, en tenant compte des règles spécifiques en fonction des lieux et de l’âge des consommateurs.

## Les consommateurs
En 2014, 12 % des Réunionnais âgés de 15 à 64 ans ont consommé des drogues illicites.
L'expérimentation de cannabis, c'est-à-dire au moins un usage au cours de la vie, concerne 35 % des Réunionnais de cette tranche d'âge. Cette proportion atteint 48 % chez les hommes et 24 % chez les femmes, comparativement à plus de 40 % en métropole (49 % des hommes et 33 % des femmes).
Pour les autres drogues illicites, les niveaux d’expérimentation à La Réunion restent nettement plus bas : 1,6 % pour les champignons hallucinogènes et pour l’ecstasy ou MDMA, 1,3 % pour le poppers, 1,1 % pour la cocaïne, et moins de 1 % pour les amphétamines.

## Les drogues consommées
Quelques résines de cannabis sont apportées illégalement et cela pourrait déranger les autorités. Il existe d'autres types de drogues comme l'Artane, le Rivotril, des psychotropes détournés, mais aussi la cocaïne, l'ecstasy. D'après certains médias, les principales villes où se trouvent les consommateurs sont à Saint-Gilles les Bains et Saint-Pierre[réf. souhaitée], dans les lieux de vie nocturne.
Les drogues arrivent le plus souvent par voie marine, voie aérienne ou encore par colis. Les lieux pour pouvoir se procurer toutes ces drogues sont Madagascar (Artane, Rivotril) ; France métropolitaine (ecstasy, cocaïne) ou encore l'Asie (drogues de synthèse). Trois pays sont principalement surveillés par les services autoritaires : la Chine, l'Inde et la Thaïlande.